# Maccabi Los Angeles
Maccabi Los Angeles foi uma agremiação esportiva da cidade de Los Angeles, Califórnia. O clube é conhecido por ser, ao lado do Bethlehem Steel FC, o maior campeão da National Challenge Cup, atual Lamar Hunt U.S. Open Cup.

## História
De origem judaica, o Maccabi Los Angeles disputava a Greater Los Angeles Soccer League (GLASL). O clube também disputava a National Challenge Cup, sendo campeã cinco vezes. O clube participou da Liga dos Campeões da CONCACAF em 1978.
Seu primeiro título da National Challenge Cup veio em 1978 após uma vitória sobre o Bridgeport Vasco da Gama no Giants Stadium, com um público de 30.000 pessoas.

## Palmarés
| Competições Nacionais | Competições Nacionais | Competições Nacionais | Competições Nacionais         |
|                       | Competição            | Venceu                | Temporadas                    |
| --------------------- | --------------------- | --------------------- | ----------------------------- |
| Estados Unidos        | U.S. Open Cup         | 5                     | 1973, 1975, 1977, 1978 e 1981 |

 Campeão Invicto